# 도브로

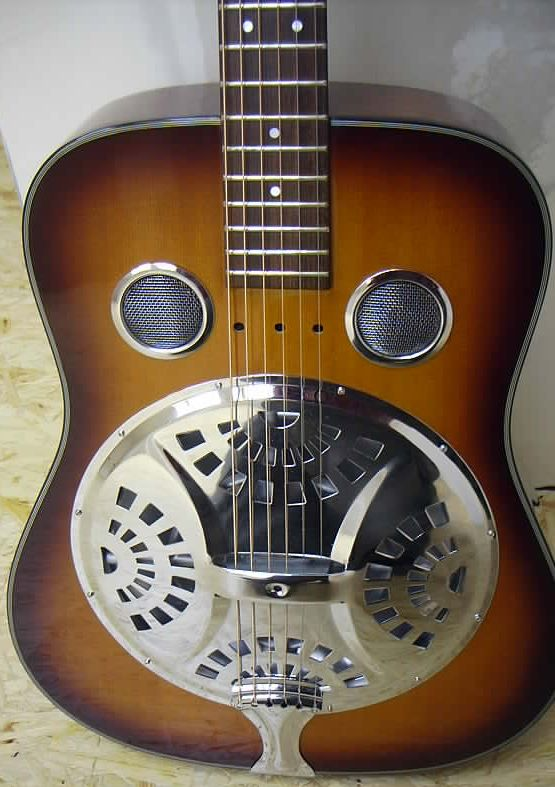
도브로

도브로(Dobro)는 기타 메이커 중 하나이다.